# Ga Khoa Trường
Ga Khoa Trường là một nhà ga xe lửa tại phường Trúc Lâm, tỉnh Thanh Hóa. Nhà ga là một điểm trên tuyến đường sắt Bắc Nam tiếp nối sau ga Văn Trai và trước ga Trường Lâm.